# Johnius distinctus
Johnius distinctus är en fiskart som först beskrevs av Tanaka, 1916.  Johnius distinctus ingår i släktet Johnius och familjen havsgösfiskar. Inga underarter finns listade i Catalogue of Life.